# Saint-Germain-le-Guillaume

Saint-Germain-le-Guillaume este o comună în departamentul Mayenne, Franța. În 2009 avea o populație de 478 de locuitori.